# Ruschia fugitans
Ruschia fugitans är en isörtsväxtart som beskrevs av L. Bol. Ruschia fugitans ingår i släktet Ruschia och familjen isörtsväxter. Inga underarter finns listade i Catalogue of Life.